# Cinnamyle

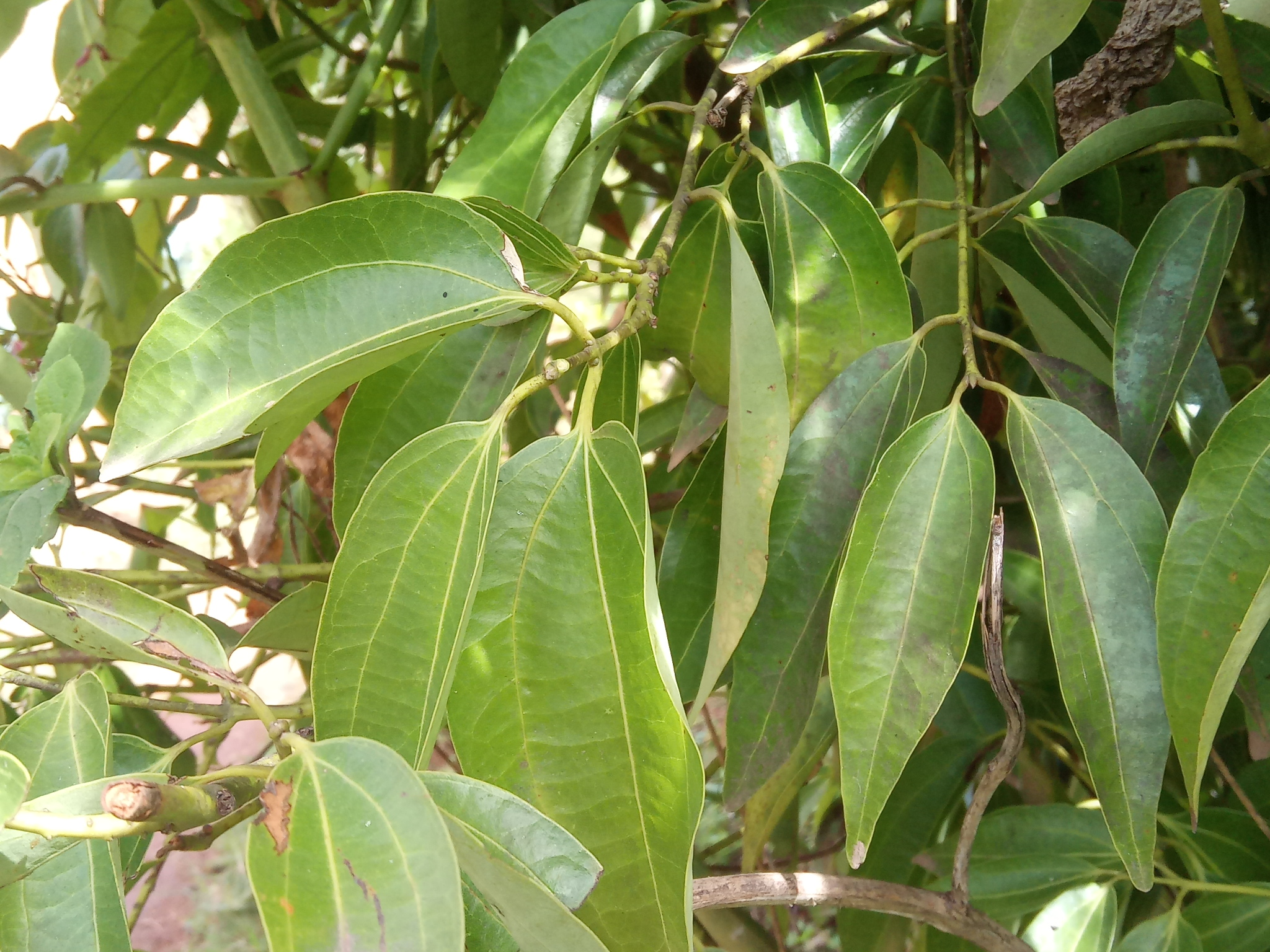
Feuilles de cannelier de Ceylan.

Le terme cinnamyle désigne un groupe fonctionnel aromatique de formule C6H5−CH=CH−CH2−. Il dérive formellement de l'acide cinnamique C6H5−CH=CH−COOH, lui-même à l'origine du parfum de la cannelle.

Groupe cinnamyle trans.

## Nomenclature
Le terme cinnamyle est encore accepté dans la nomenclature IUPAC. Le cycle aromatique peut être substitué par d'autres groupes fonctionnels.